# Emel Mathlouthi
Pour les articles homonymes, voir Mathlouthi.
Emel Mathlouthi (arabe : آمال المثلوثي), aussi connue sous le nom d'Emel, née le 11 janvier 1982 à Tunis, est une chanteuse, auteure-compositrice et productrice de musique tunisienne. Elle se fait connaître en 2011 avec le titre Kelmti Horra (signifiant en français « Ma parole est libre »). 
Elle vit depuis entre son pays d'origine, la France et les États-Unis. En 2020, la vidéo de sa chanson Holm est vue plusieurs millions de fois en l'espace de quelques mois.

## Biographie
Originaire de Tunis où elle est née en 1982, elle découvre la musique des chanteurs protestataires arabes, Cheikh Imam et Marcel Khalifé, vers l'âge de vingt ans et découvre en même temps le répertoire de la chanteuse folk américaine Joan Baez : « J'avais trouvé quelque chose de plus fort que la simple contestation ; une musique qui paraissait douce mais qui ne l'était pas [...] Habituellement, dans la musique protestataire, ce sont les mots qui sont importants mais je souhaitais aussi composer et travailler l'orchestration ».
En 2006, Emel Mathlouthi est finaliste de la première édition du prix RMC Moyen-Orient.
Lors d'un rassemblement dans le cadre de la révolution tunisienne de 2011, elle chante a cappella Kelmti Horra, dont le titre signifie en arabe « Ma parole est libre ». La vidéo de sa prestation devient virale et est diffusée sur tous les médias. Elle reste sur place pour une série de concerts. Par la suite, elle soutient la lutte depuis la France.

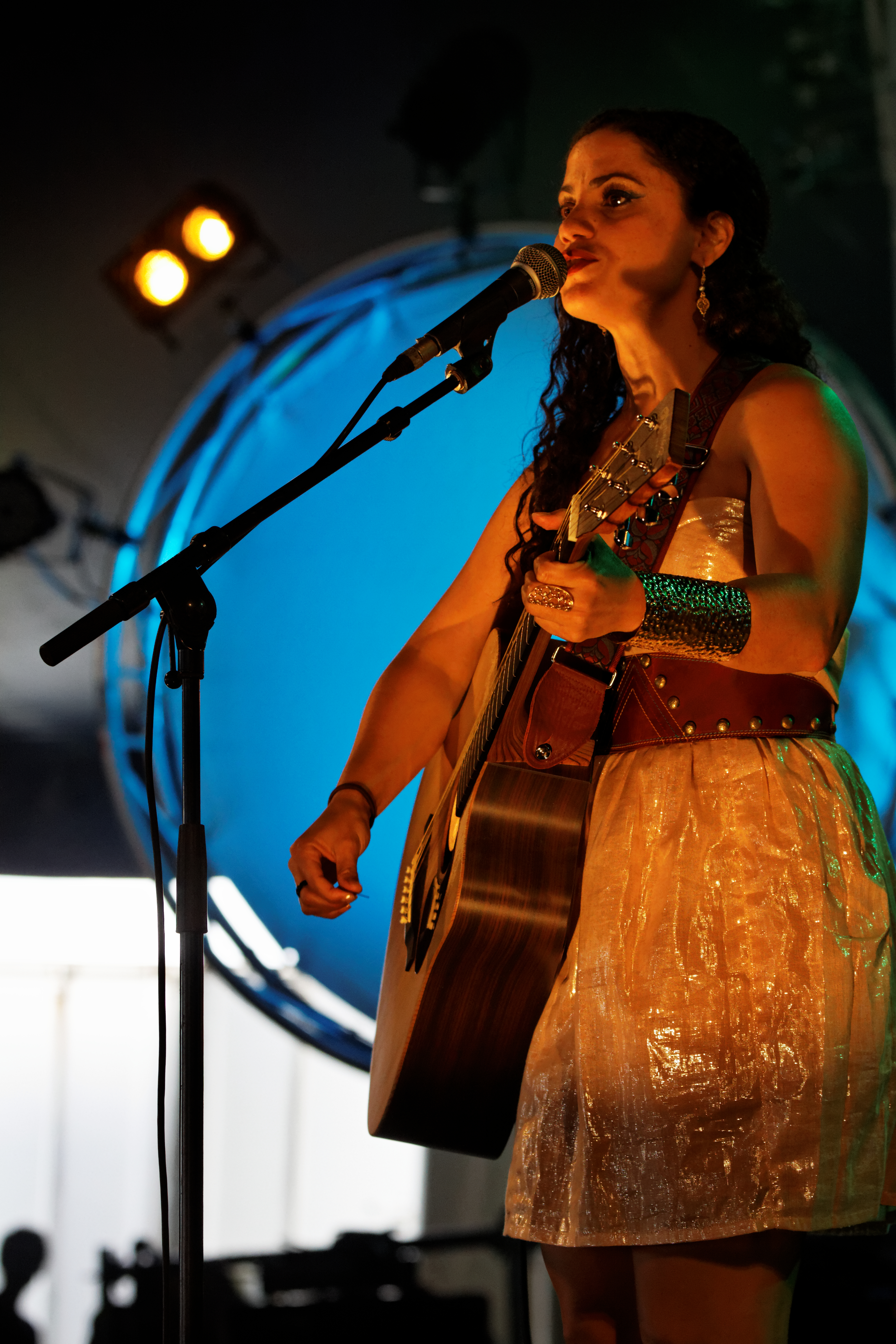
Emel Mathlouthi lors du Festival du bout du monde en 2012.

En janvier 2012, elle publie son premier album studio, Kelmti Horra. En mars 2013, elle sort une nouvelle chanson intitulée Ma Katlou Had, signifiant en arabe « Personne ne l'a tué », en hommage à l'opposant politique Chokri Belaïd assassiné le 6 février de la même année.
Le 19 septembre 2013, elle participe au premier concert de femmes solistes donné à l'opéra de Téhéran depuis la Révolution iranienne de 1979. Elle apparaît dans le documentaire No Land's Song tourné à cette occasion par le réalisateur iranien Ayat Najafi, sorti en 2014.
Le 11 décembre 2015, elle est invitée à chanter à Oslo lors de la cérémonie de remise du prix Nobel de la paix décerné au quartet du dialogue national tunisien.
En 2017, la chanteuse tunisienne, égérie de la révolution, est écartée de la programmation du Festival international de Carthage, après des mois de travail autour d'une œuvre originale. Sous la pression du public et des médias, elle réintègre la liste des artistes et se produit le 12 août, accompagnée d'un joueur de ney, de percussionnistes tunisiens et d'un orchestre symphonique français, dont une partie des musiciens sont issus de l'Orchestre Debout, formé lors du mouvement Nuit debout qui prend place en France dès mars 2016.
La même année, elle publie son second album, Ensen. Pour ce projet, elle s'entoure de l'ingénieur du son et compositeur islandais Valgeir Sigurðsson, dont les précédents travaux ont accompagné les musiciens Björk et Sigur Rós. Elle se tourne alors encore plus vers les musiques électroniques et fusionne les genres. Everywhere We Looked Was Burning sorti en 2019 est un disque entièrement chanté en anglais.
Au printemps 2020, alors qu'elle séjourne dans sa maison d'enfance à Tunis, elle enregistre seule les bases d'un double album The Tunis Diaries, depuis la terrasse qui surplombe la ville, avec comme arrangements premiers juste la guitare acoustique et la voix, effectuant ainsi un retour aux sources,. The Tunis Diaries comporte deux parties, l'une intitulée « jour » (Day) et l'autre « nuit » (Night). Le premier disque inclut des chansons d'Emel dans des versions épurées chantées en partie en arabe tunisien et en anglais, dont le titre inédit Holm qui a été visionné plus de 3,5 millions de fois sur YouTube fin janvier 2021, sept mois après avoir été mis en ligne. Le deuxième disque comporte des reprises de chansons de Leonard Cohen, David Bowie et Jeff Buckley,. Lors de la promotion du disque à Paris, elle enregistre une version d'un titre de Siouxsie and the Banshees pour France Télévisions.
En septembre 2021, elle collabore avec le producteur de musique électronique Vitalic pour un concert au théâtre du Châtelet à Paris ; les deux artistes créent une musique autour de la poésie de Ghada al-Samman pour la sixième saison des soirées Variations. L'évènement est capté par la chaîne Culturebox. 
Son premier album studio, Kelmti Horra, est réédité dix ans plus tard, en juin 2022, avec une parution en vinyle.
En avril 2024, elle publie l'album MRA qui signifie « femme » en dialecte tunisien : MRA paraît en CD et vinyle en France, il comporte les titres NAR et Souty (My Voice). Elle y cultive une approche multilingue et multi-stylistique, en mariant les genres musicaux. Elle entreprend en 2024 une tournée mondiale avec notamment plusieurs dates en France.